# Gákkajávri
Gákkajávri är en sjö i Lakselvdalen i Porsanger kommun, Finnmark fylke i nordligaste Norge, öster om samebygden Skoganvarre (Skuvvanvárri). Sjön har en yta på 7,4 km² och ligger 102–97 meter över havet. Det viktigaste tilloppet är Luostejohka. Gákkajávri är regleringsmagasin för Luostejohka kraftverk (1,7 MW).
Namnet kommer från två fjäll i närheten, av samiskans gagga, 'kagge' och javri, 'sjö'.